# NGC 6560
NGC 6560 (другие обозначения — UGC 11117, MCG 8-33-19, ZWG 254.15, IRAS18038+4652, PGC 61381) — галактика в созвездии Геркулес.
Этот объект входит в число перечисленных в оригинальной редакции «Нового общего каталога».